# Parvicuculus minor
Parvicuculus minor — викопний вид зозулеподібних птахів, який відносять до монотипової родини Parvicuculidae. Проте деякі дослідники (Storrs L. Olson and Alan Feduccia та Martin and Mengel (1984).) відносять вид до родини Primobucconidae ряду Сиворакшеподібні. Скам'янілі рештки цього птаха знайдені у Англії та датуються пізнім еоценом.